# The Gunfighter
 The Gunfighter és una pel·lícula estatunidenca dirigida per Henry King, estrenada el 1950.

## Argument
Jimmy Ringo arriba en una ciutat per trobar la dona que estima. Mentre que aquesta es nega a tornar-lo a veure, el seu passat de tirador d'elit l'enganxa...

## Repartiment
- Gregory Peck: Jimmy Ringo
- Helen Westcott: Peggy Walsh
- Karl Malden: Mac
- Jean Parker: Molly
- Millard Mitchell: Marshall Mark Strett
- Richard Jaeckel: Eddie
- Skip Homeier: Hunt Bromley
- Anthony Ross: Diputat Charlie Norris
- Verna Felton: Mrs August Pennyfeather
- Ellen Corby: Mrs Devlin
- Harry Shannon (no surt als crèdits): Chuck